# Alvania lampra
Alvania lampra är en snäckart som först beskrevs av Dall 1927.  Alvania lampra ingår i släktet Alvania och familjen Rissoidae. Inga underarter finns listade i Catalogue of Life.